# Hans Lorbeer
Hans Lorbeer (* 15. August 1901 in Kleinwittenberg; † 7. September 1973 in Lutherstadt Wittenberg) war ein deutscher Schriftsteller.

## Leben
Hans Lorbeer wurde als uneheliches Kind des Dienstmädchens Emma Kalb geboren und wuchs bei Pflegeeltern (Hermann und Pauline Lorbeer, geb. Altekrüger) in Kleinwittenberg und Piesteritz auf. Nach nicht abgeschlossener Berufsausbildung als Installateur war er Hilfsarbeiter in verschiedenen Chemiebetrieben in und bei Wittenberg. In den 1920er Jahren betätigte er sich als Bildender Künstler und schuf zahlreiche Zeichnungen und Ölbilder, zumeist Akte und Landschaften. 1918 wurde er Mitglied der Freien sozialistischen Jugend, 1921 Mitglied der KPD. 1928 war er einer der Mitbegründer des Bundes proletarisch-revolutionärer Schriftsteller (BPRS). Er schrieb für die KPD-Zeitung Klassenkampf in Halle und ab 1927 für Die Rote Fahne. Auf Grund politischer Agitation wurde er 1925 aus den Mitteldeutschen Stickstoffwerken in Piesteritz entlassen und war bis 1933 arbeitslos. 1930 wandte er sich der KP-Opposition (KPO) zu und schrieb in deren Presse. 1931 wurde er als Brandlerianer wegen Verstoßes gegen die Parteilinie aus der KPD ausgeschlossen, der Ausschluss wurde 1945 annulliert. 1932 trat er der KPO bei. Von 1933 bis 1934 war Lorbeer im KZ Lichtenburg inhaftiert. Wegen antifaschistischer Widerstandsarbeit (unter anderem wegen Kontakts zur Gruppe Weise) war er von 1937 bis 1939 im Zuchthaus und im Moorlager. Danach arbeitete er als Hilfsarbeiter unter Gestapo-Aufsicht.
Vom 8. Mai 1945 bis zum 31. Juli 1950 war Lorbeer Bürgermeister von Piesteritz und danach bis zu seinem Tode freischaffend als Schriftsteller tätig.
Hans Lorbeer war Mitglied der Akademie der Künste der DDR und Ehrendoktor der Philosophischen Fakultät der Martin-Luther-Universität Halle-Wittenberg. Er erhielt für sein literarisches Schaffen 1959 den Heinrich-Mann-Preis, 1961 den Nationalpreis der DDR, 1963 den Händelpreis des Bezirkes Halle und 1971 den Lion-Feuchtwanger-Preis sowie den Vaterländischen Verdienstorden in Silber und Gold und den Orden Banner der Arbeit. Am 8. August 1976 beschloss der Rat der Lutherstadt Wittenberg, Hans Lorbeer postum zum Ehrenbürger der Stadt zu ernennen. Ab 1970 war er für wenige Jahre als Gesellschaftlicher Mitarbeiter Sicherheit mit dem Decknamen »Lorbeer« bei der DDR-Staatssicherheit erfasst.

## Darstellung Lorbeers in der bildenden Kunst
- Karlheinz Wenzel: Schriftsteller Hans Lorbeer (Tafelbild, Öl)[3]

## Werke

### Romane
- Ein Mensch wird geprügelt, Moskau 1930 (russisch), 1959 (deutsch)
- Die Sieben ist eine gute Zahl, 1953
- Die Rebellen von Wittenberg, Band I (Das Fegefeuer) 1956, Band II (Der Widerruf) 1959, Band III (Die Obrigkeit) 1963
- Der Spinner, Halle: Mitteldeutscher Verlag 1959

### Erzählungen
- Wacht auf!, 1928
- Die Legende vom Soldaten Daniel, 1948
- Vorfrühling und andere Liebesgeschichten, 1953
- Der Birkenhügel. Liebesgeschichten, 1960
- Zur freundlichen Erinnerung, 1960
- Ein Leben lang, 1974

### Lyrik
- Gedichte eines jungen Arbeiters, 1925
- Die Gitterharfe, 1948
- Des Tages Lied, 1948
- Es singt ein Mensch auf allen Strassen, 1950
- Frühlingslied einer Traktoristin, 1952
- Als du siebenunddreißig warst, 1961
- Die Straßen gehen, 1961
- Chronik in Versen. Gedichte aus fünf Jahrzehnten, 1971

### Dramatik
- Die Trinker, 1925
- Liebknecht - Luxemburg - Lenin, 1927
- Panzerkreuzer Potemkin, 1929
- Phosphor, Leningrad 1931